# Guerou
Guerou è uno dei tre comuni del dipartimento di Guerou, situato nella regione di Assaba in Mauritania. Contava 15.589 abitanti nel censimento della popolazione del 2000.